# Кальонка (Лодзинське воєводство)
Кальонка (пол. Kalonka) — село в Польщі, у гміні Новосольна Лодзький-Східного повіту Лодзинського воєводства.
Населення — 609 осіб (2011).
У 1975-1998 роках село належало до Лодзинського воєводства.

## Демографія
Демографічна структура станом на 31 березня 2011 року:
|          | Загалом | Допрацездатний вік | Працездатний вік | Постпрацездатний вік |
| -------- | ------- | ------------------ | ---------------- | -------------------- |
| Чоловіки | 298     | 69                 | 216              | 13                   |
| Жінки    | 311     | 53                 | 213              | 45                   |
| Разом    | 609     | 122                | 429              | 58                   |